# Mimi Lien
Mimi Lien (New Haven, 1976) è una scenografa statunitense.

## Biografia
Dopo essersi laureata in architettura a Yale (1997) e in scenografia all'Università di New York (2003), ha lavorato per un decennio nei teatri regionali degli Stati Uniti. Nel 2012 ha curato la scenografia della prima mondiale di Natasha, Pierre & The Great Comet of 1812 di Dave Malloy nell'Off-Off-Broadway e, successivamente, avrebbe lavorato nuovamente al musical nei successivi allestimenti nell'Off-Broadway (2013) e a Broadway (2016); le sue scenografie ottennero il plauso della critica e le valsero una MacArthur Fellowship, nonché il Lucille Lortel Award, l'Outer Critics Circle Award, il Drama Desk Award e il Tony Award.
Ha lavorato di frequente nell'Off-Broadway newyorchese, vincendo l'Obie Award nel 2016 per le sue scenografie in John di Annie Baker e ricevendo una candidatura al Drama Desk Award per Fairview di Jackie Sibblies Drury nel 2019. Nel 2023 è tornata a lavorare a Broadway con un nuovo allestimento di Sweeney Todd: The Demon Barber of Fleet Street diretto da Thomas Kail, che le è valso una seconda candidatura al Tony Award. Attiva anche in campo operistico, ha lavorato in teatri statunitensi quali la Santa Fe Opera, la San Francisco Opera, l'Opera Nazionale di Washington e l'Houston Grand Opera, mentre nel 2019 ha disegnato le scenografie de Il flauto magico alla Staatsoper Unter den Linden.